# Natula averni
Natula averni è una delle più piccole e più elusive specie di grillo che vivono nel bacino del Mediterraneo.

## Descrizione
I maschi adulti crescono fino a una lunghezza di 4,1–4,3 millimetri (0,16–0,17 in), mentre le femmine raggiungono i 4,5–5 millimetri (0,18–0,20 in). Il colore d'assieme è giallastro. Le ali anteriori coprono interamente l'addome, quelle posteriori sono molto più lunghe.
Il canto è un trillo armonioso che può essere udito da aprile alla tarda estate, ed è spropositatamente forte per un grillo lungo solo pochi millimetri: la posizione dell'animale in canto è difficile da individuare.

## Distribuzione e habitat
La specie è stata trovata in diverse regioni costiere dell'Italia, soprattutto sulla costa Tirrenica, come anche in Sardegna e Sicilia. N. averni è anche stata trovata in Corsica, nelle Isole Baleari, nelle Isole Canarie e in Turchia..
Lo status tassonomico di questa specie è tuttora controverso. Benché si consideri che la sua distribuzione includa il sud Europa e la Turchia, potrebbe essere sinonimo di Natula longipennis, nel qual caso il suo areale includerebbe l'Africa e l'Asia. Inoltre, potrebbe trattarsi di un complesso di specie, consistente di specie diverse anche in Europa meridionale.

## Biologia
La biologia di questa specie è poco nota. Gli adulti si possono trovare in Primavera e Estate nei canneti (da cui il nome popolare «Grillo dei canneti») nel tratto più verso mare degli estuari e dei delta, dove questa specie sembra preferire vegetazione palustre di altezza 1,5–3 metri (4 ft 11 in–9 ft 10 in) come Phragmites australis o canne di specie simili.
La sua minuscola dimensione e il suo colore rendono la specie quasi impossibile da catturare, ma può essere attirata alla luce artificiale o trovata in trappole a caduta.
La sua elusività è la ragione per cui la distribuzione di questa specie è assai probabilmente sottostimata: essa potrebbe dimostrarsi meno rara e più diffusa di quanto ci si aspetti.

## Galleria d'immagini

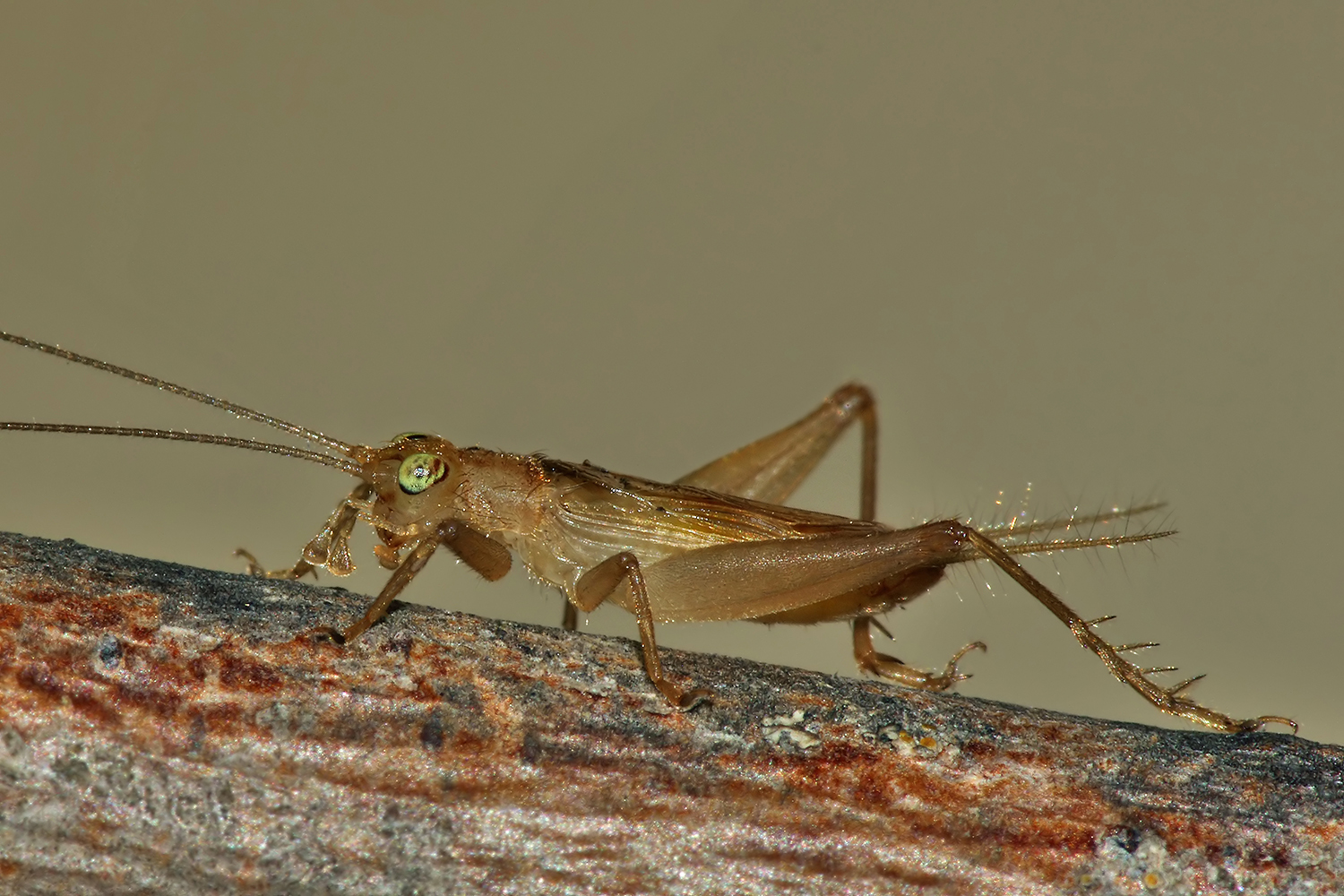
Un esemplare maschio di Natula averni fotografato nel 2019 all'Isola d'Elba
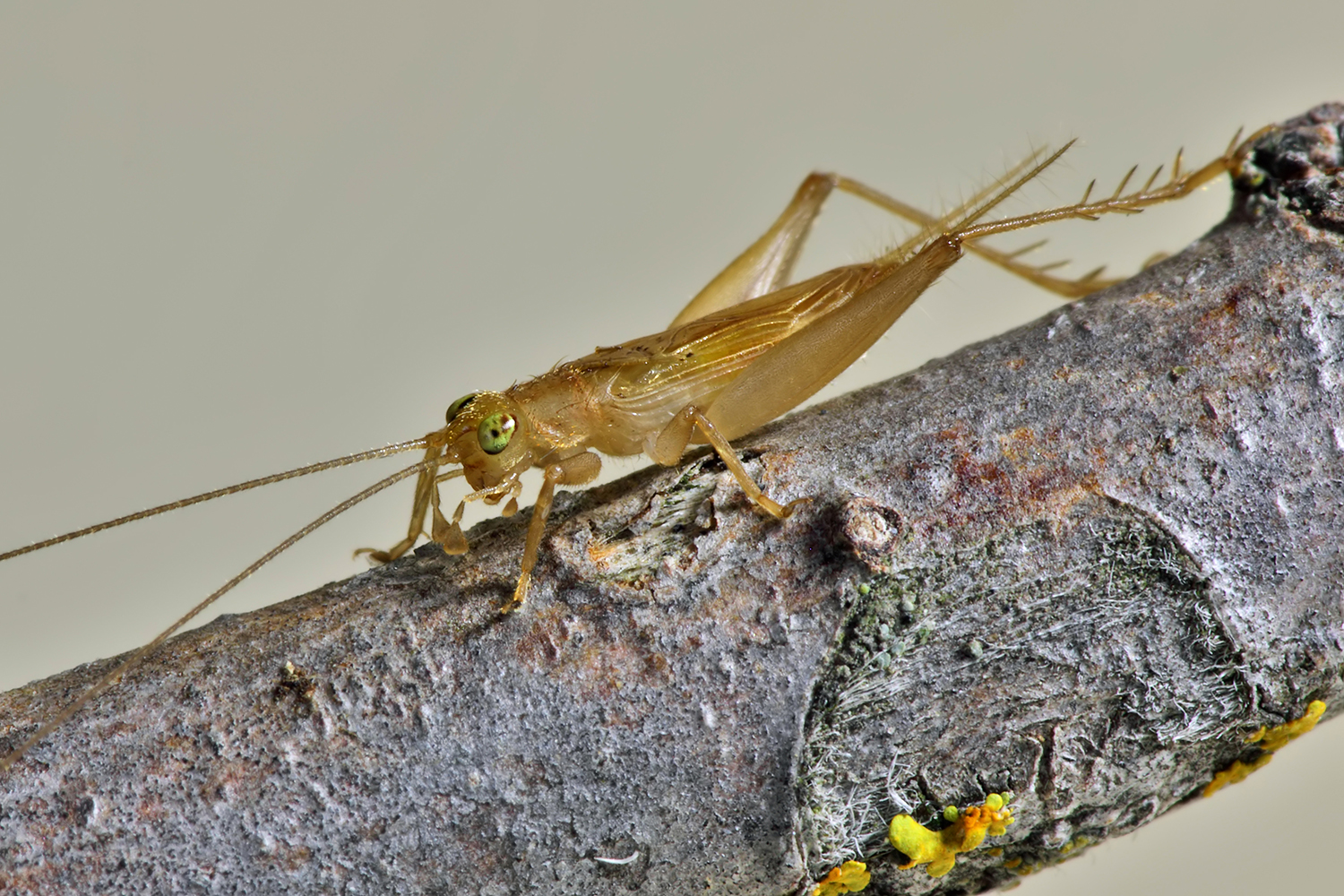
Un'altra vista dello stesso esemplare
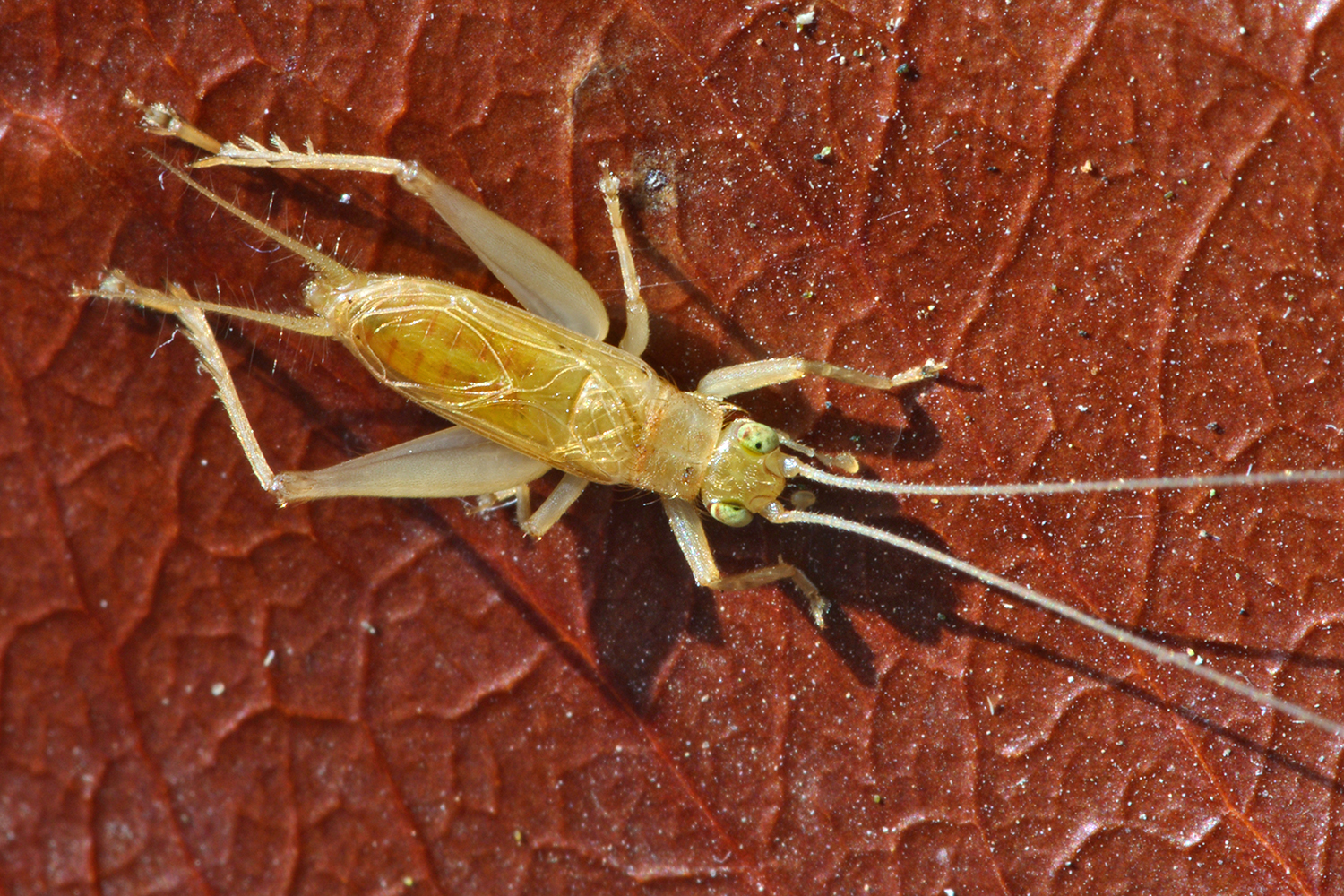
Visione dorsale che mostra la struttura delle ali anteriori